# 구리타워
구리타워(九里塔, 영어: Guri Tower)는 대한민국 경기도 구리시 왕숙천로 49 (수택동)에 있는 자원회수 시설의 굴뚝을 개조한 타워다. 2001년에 완공되었고 구리시에서 가장 높은 탑이 되었다. 

## 역사
완공되기 전에는 굴뚝을 개조하고 2001년에 완공 후에는 구리타워가 되었다. 2007년 구리타워 새단장한다. 새단장 과정에서 조명 바꾸고 주차장을 확대하기로 했다고 밝혔다. 2009년 3월 하늘갤러리코너를 마련해 예술품 전시 공간으로 활용하고 있다. 2016년 경관조명 새롭게 하는데 빔프로젝트 방식이다.

## 높이
완공 당시 높이는 100m이고 구리시에서 가장 높은 탑이 되었다. 현재 구리시에서 가장 높은 탑이다. 완공 과정에서 굴뚝을 개조하였다. 1층의 높이는 80m이고 2층의 높이는 100m이다.

## 특징
구리타워가 있는 구리자원회수시설은 하루 140톤의 생활폐기물을 완벽하게 처리할 수 있는 친환경적인 소각시설로 소각처리과정을 투명하게 공개하고 있다. 구리자원회수시설은 집단 이기주의를 극복한 우수사례로서 국내외에 알려져 전국 지자체, 유관기관, 일반인 등 매년 10만명 이상이 방문한다.
소각장의 굴뚝을 이용하여 전국 최초로 지상 100미터 높이에 전망대와 레스토랑을 설치하였으며, 부속시설로 실내수영장, 사우나, 축구장, 풋살구장 등을 만들어 시민들의 여가활용 공간으로 이용하고 있다.
한편 구리타워 인근에 위치한 신.재생에너지 홍보관은 태양광 50kWh 발전시스템을 설치하여 자체 생산된 전기를 홍보관내 전시물을 가동하는데 사용하고 있었으며, 신.재생에너지의 종류와 이용과정을 직접 체험할 수 있다. 관람시간은 매일 오전 10시부터 오후 17시까지이며, 무료로 입장할 수 있다.
전망대를 볼 수 있다. 들어가면 타워의 입구 역할을 수행하며, 별도의 표를 구입하지 않고도 바로 엘리베이터에 탑승할 수 있다. 1층은 지상으로부터 80m 높이에 위치하며, 48각의 유리와 망원경을 통해 수도권제1순환고속도로의 구리 요금소, 한강, 남한산성 등을 둘러볼 수 있다. 2층은 지상으로부터 100m 높이에 위치하며, 회전식 레스토랑이 구비되어 있다.

## 내부 시설
전망대, 레스토랑 등이 있다.
| 층수 | 시설             |
| ---- | ---------------- |
| 2층  | 전망대, 레스토랑 |
| 1층  | 안내데스크       |

## 같이 보기
- 대한민국의 마천루 목록
- 경기도의 마천루 목록
- 구리시의 마천루 목록
- 83타워
- N서울타워
- 부산타워
- 양산타워
- 99강원국제관광엑스포상징탑
- 경주타워

## 참고 문헌
이 문서에는 구리시청에서 공공누리 제1유형으로 배포된 자료를 바탕으로 한 내용이 포함되어 있습니다. 